# Bremer Staatsräte und Stellvertreter von Senatoren
Die Liste Bremer Staatsräte und Stellvertreter von Senatoren enthält die Persönlichkeiten, die in Bremen als Staatsrat, früher als Senatsdirektor oder in anderer Weise beamteter Stellvertreter eines Senators waren oder unter diesem Titel als Bevollmächtigter der Freien Hansestadt Bremen beim Bund ohne Zuordnung zu einem Senator für den Senat arbeiteten.
Als Bremer Staatsrat werden der Chef der Senatskanzlei (CdS) des Senats der Freien Hansestadt Bremen, der Bevollmächtigte beim Bund (sofern dieser nicht Senator ist) und seit 1990 die behördlichen und politischen Allgemeinen Vertreter im Amt der Bremer Senatoren bezeichnet, die vor 1970 als rein behördliche Leiter diverse Titel und danach als politische Vertreter bis 1990 den Titel Senatsdirektor trugen. Seit 2000 können Staatsräte auch zu Mitgliedern des Senats gewählt werden.

## Geschichte

### Syndicus
Seit 1492 gab es beim Bremer Rat oder dem Senat in Bremen den Syndicus der Freien Hansestadt Bremen als juristischen Berater, der bis 1849 zeitweise auch die Rats- oder Senatskanzlei (Kanzleidirektor) führte. Von 1913 bis 1921 waren die Syndici Vertreter in verschiedenen Senatsressorts.

### Staatsräte von 1919 bis 1933
In der Zeit der Weimarer Republik erhielten die bisherigen Syndici des Senats 1921 den Rang von Staatsräten. Sie waren nun die Vertreter eines Senators in einem Senatsressort so wie Carl Völckers oder Johannes Tack (DVP).

### Staatsrat in der Zeit des Nationalsozialismus
In der Zeit des Nationalsozialismus wurde am 1. August 1933 ein machtloser, selten tagender Bremer Staatsrat mit bis zu 20 Mitgliedern zur Beratung des Senats eingerichtet. Die zumeist politischen NS-, SA- und SS-Mitglieder waren u. a. NS-Politiker Kurt Thiele, (1933–1942 ?), SS-Polizeiführer Alfred Rodenbücher (nur 1933), NS-Kreisleiter und Oberbürgermeister von Bremerhaven Julius Lorenzen, SA-Führer Horst Raecke (1935–1936). Es wurden auch einige konservative Vertreter wie Senator a. D. Erich Vagts (DNVP) (1933–1945), Landesbischof Heinrich Weidemann, General Paul von Lettow-Vorbeck, Kaufmann Senator a. D. Hermann Ritter (1933–1945), Kaufmann Karl Lindemann, Präses der Handelskammer Karl Bollmeyer (1939–1945) ernannt. Diese Staatsräte mit einer anderen Funktion sind in der Liste nicht aufgeführt.
Die bisherigen Staatsräte als Vertreter der Senatoren hießen nun Präsidenten.

### Nach 1945
Die Leiter der Bremer Präsidialkanzlei und ab 1953 Senatskanzlei beim Präsidenten des Senats und zugleich Bremer Bürgermeisters führten von 1945 bis 1947 den Titel Senatssyndicus und ab 1947 den Titel Staatsrat.
Nach dem Zweiten Weltkrieg wurden die Senatoren in den Stadtstaaten Bremen und Hamburg nicht durch Staatssekretäre, sondern durch Senatsdirektoren und später durch Staatsräte vertreten. Die Allgemeinen Vertreter im Amt der Senatoren hatten nach dem Krieg zunächst Ränge bzw. Amtsbezeichnungen wie Präsident, Direktor, Regierungsdirektor, Ltd. Regierungsdirektor oder Baudirektor/Oberbaudirektor. Um 1970 wurde einheitlich der Titel Senatsdirektor als politischer Beamter eingeführt und um 1991/92 der Titel Staatsrat.

Die Staatsräte sind politische Beamte und können jederzeit ohne Angabe von Gründen in den Ruhestand versetzt werden. Als politische Beamte unterstützen und vertreten sie ihre jeweiligen Senatoren und sind in ihren zugewiesenen Ressorts zugleich die höchsten Beamten der jeweiligen Senatsbehörde (Vergleichbar wie Staatssekretäre in den Bundesländern). Es gab auch wenige Senatsdirektoren, die nicht politische Beamte waren.

### Weitere Senatsdirektoren
Senatsdirektoren, die keine Vertreter von Senatoren waren, sind in der Liste aufgeführt, wenn sie die von einer Kommission des Senats begleitete Senatskommission für das Personalwesen (SKP) leiteten. Nicht aufgeführt sind hingegen die wenigen Senatsdirektoren, die als hochrangige nicht politische Beamte wichtige Hauptabteilungen führten, wie zum Beispiel der sogenannte Haushaltsdirektor beim Finanzsenator, der Landesschulrat oder auch der Senatsbaudirektor beim Bauressort.

## Chef der Senatskanzlei
Die Senatskanzlei arbeitet dem Präsidenten des Senats zu. Sie wird geleitet durch einen Staatsrat, den Chef der Senatskanzlei (CdS).

### Vor 1945
Vor 1945 war u. a. um 1933 Julius Fricke Staatsrat.

### Nach 1945
Nach 1945 gab es zunächst bis 1953 die Präsidialkanzlei mit einem Staatsrat und die Regierungskanzlei mit einem Direktor an der Spitze. Beide Kanzleien wurden dann zur Senatskanzlei vereinigt.
Folgende Staatsräte führten als CdS die Präsidial- bzw. Senatskanzlei (unvollständig): Karlheinz Arendt (1947–1958), Walter Kaehlitz (1958–1971), Klaus Franzen (1972–1975), Kurt Rossa (SPD, 1976–1977), Günther Czichon (SPD, 1978–1979), Erwin Weiss (1980–1985), Hans-Helmut Euler (SPD, 1985–1989), Andreas Fuchs (SPD, 1989–1995), Reinhard Hoffmann (SPD, 1995–2005), Hubert Schulte (SPD, 2005–2011), Olaf Joachim (SPD, 2011–2019) und Thomas Ehmke (SPD, ab 2019).

## Bevollmächtigte der Freien Hansestadt Bremen beim Bund
Von 1947 bis 1949 vertrat Wilhelm Haas als Staatsrat von Bürgermeister Wilhelm Kaisen die bremischen Interessen gegenüber den deutschen Ländern. Nach der Gründung der Bundesrepublik Deutschland waren die Bevollmächtigten beim Bund von 1949 bis 1971 Staatsräte, die keinem Senator zugeordnet wurden. Von 1971 bis 1995 waren die Bevollmächtigten beim Bund Mitglieder des Senats. Seit 1995 sind diese wieder Staatsräte; seit 2000 können sie nach einer Verfassungsänderung als „weitere Mitglieder des Senats“ gewählt werden. Zu den Bevollmächtigten gehörten:
- die Staatsräte Karl Carstens (1949–1954), Heinrich Barth (1954–1960), Fritz Richter (1961–1971)
- die Senatoren Karl Willms (1971–1979), Günther Czichon (1979–1983), Wolfgang Kahrs (1983–1987), Klaus Wedemeier (1987), Vera Rüdiger (1988–1991) und Uwe Beckmeyer (1991–1995)
- die Staatsräte Erik Bettermann (1995–2001), Kerstin Kießler (2001–2011), Eva Quante-Brandt (2011–2012), Ulrike Hiller (2012–2019), Olaf Joachim (2019–2025) und Nancy Böhning (seit 2025).

Die Bevollmächtigten hatten, soweit sie Senatoren waren, als Vertreter Senatsdirektoren.

## Liste
Die unvollständige, alphabetisch geordnete Liste zeigt an, in welchem Zeitraum, in welchem Senatsressort und bei welchem Senator die Senatorenvertreter dienten. Nur bekannte Parteizugehörigkeiten der politischen Beamten sind angezeigt sowie weitere relevante Informationen.
Hinweise und Abkürzungen: AL = Abteilungsleiter, CdS = Chef der Staats- bzw. Senatskanzlei, MdB = Mitglied des Deutschen Bundestages, MdBB = Mitglied der Bremischen Bürgerschaft.
| Staatsrat oder Senatsdirektor  | Partei      | Zeiträume                              | Senatsressort                                                    | Vertreter von Senator/Senatorin                                                   | Anmerkungen |
| ------------------------------ | ----------- | -------------------------------------- | ---------------------------------------------------------------- | --------------------------------------------------------------------------------- | --- |
| Friedrich Aevermann *          | SPD         | um 1953                                | Bildungswesen                                                    | Willy Dehnkamp (SPD)                                                              | 1945 Oberschulrat, 1947 Senator für Politische Befreiung, 1950 Landesschulrat                                      |
| Arnold Agatz *                 | –           | 1953–1954                              | Häfen, Schiffahrt und Verkehr                                    | Hermann Apelt (FDP)                                                               | |
| Susanne Ahlers                 | Linke       | 2019–2020                              | Wirtschaft, Arbeit und Europa                                    | Kristina Vogt (Linke)                                                             | Bereiche Arbeit und Europa; davor Leiterin des Bremer Jobcenters                                                   |
| Karlheinz Arendt               | –           | 1947–1959                              | Präsidialkanzlei bzw. Senatskanzlei (CdS)                        | Wilhelm Kaisen (SPD)                                                              | |
| Joachim Baltes                 |             | 1995–1997                              | Bau, Verkehr und Stadtentwicklung                                | Bernt Schulte (CDU)                                                               | danach Vizepräsident des Rechnungshofs der Freien Hansestadt Bremen                                                |
| Heinrich Barth                 |             | 1954–1960                              | Bevollmächtigter beim Bund                                       | –                                                                                 | |
| Ralph Baumheier                | SPD         | ab 2023                                | Bau, Mobilität und Stadtentwicklung                              | Özlem Ünsal (SPD)                                                                 | davor Abteilungsleiter für Koordinierung und Planung in der Senatskanzlei                                          |
| Johannes Beermann              | CDU         | 1995–1999                              | Senatskommission für das Personalwesen                           | Ulrich Nölle (CDU) Hartmut Perschau (CDU)                                         | anschließend Bevollmächtigter des Landes Hessen beim Bund                                                          |
| Erik Bettermann                | SPD         | 1992–2001                              | Bevollmächtigter beim Bund                                       | Uwe Beckmeyer (SPD) ab 2000 Mitglied des Senats                                   | anschließend Intendant der Deutschen Welle                                                                         |
| Martin Bialluch                | Linke       | 2023–2024                              | Wirtschaft                                                       | Kristina Vogt (Linke)                                                             | |
| Wilhelm Blase *                | SPD         | 1954–1963                              | Senatskommission für das Personalwesen                           | –                                                                                 | anschließend Senator für das Bauwesen                                                                              |
| Hans-Georg von Bock und Polach | CDU         | 1995–1997                              | Inneres                                                          | Ralf Borttscheller (CDU)                                                          | davor Oberstaatsanwalt                                                                                             |
| Nancy Böhning                  | (SPD)       | ab 2025                                | Bevollmächtigte beim Bund                                        | Mitglied im Senat                                                                 | zuvor IG Metall |
| Kuno Böse                      | CDU         | 2000–2001                              | Inneres, Kultur und Sport                                        | Bernt Schulte (CDU)                                                               | anschließend Senator für Inneres, Kultur und Sport                                                                 |
| Wolfgang Bohle *               |             | 1974–1984                              | Rechtspflege und Strafvollzug                                    | Wolfgang Kahrs (SPD)                                                              | |
| Christian Breyhan *            | –           | 1958–1969                              | Finanzen                                                         | Wilhelm Nolting-Hauff (FDP) Johann Diedrich Noltenius (FDP) Rolf Speckmann (FDP)  | |
| Thomas vom Bruch               | CDU         | 2001–2007                              | Inneres, Kultur und Sport; Inneres und Sport                     | Kuno Böse (CDU) Thomas Röwekamp (CDU)                                             | 2011–2023 MdBB |
| Olaf Bull                      | SPD         | ab 2019                                | Inneres                                                          | Ulrich Mäurer (SPD)                                                               | davor Geschäftsführer der SPD-Bürgerschaftsfraktion                                                                |
| Karen Buse                     | SPD         | 2008–2011                              | Inneres und Sport                                                | Ulrich Mäurer (SPD)                                                               | anschließend Präsidentin des Hanseatischen Oberlandesgerichtes in Bremen                                           |
| Karl Carstens                  | CDU         | 1949–1954                              | Bevollmächtigter beim Bund                                       | –                                                                                 | anschließend im Auswärtigen Dienst der Bundesrepublik Deutschland                                                  |
| Helmut Coenen *                | –           | 1956–1972                              | Justiz und Verfassung; Kirchliche Angelegenheiten                | Erich Zander * (CDU) Ulrich Graf (FDP)                                            | |
| Tim Cordßen-Ryglewski          | SPD         | 2019–2023                              | Wissenschaft und Häfen                                           | Claudia Schilling (SPD)                                                           | |
| Günther Czichon                | SPD         | 1978–1979                              | Senatskanzlei (CdS)                                              | Hans Koschnick (SPD)                                                              | anschließend Senator für Bundesangelegenheiten                                                                     |
| Günter Dannemann               | SPD         | 1994–2003                              | Finanzen                                                         | Volker Kröning (SPD) Manfred Fluß (SPD) Ulrich Nölle (CDU) Hartmut Perschau (CDU) | um 1990: AL für Haushalt                                                                                           |
| Jens Deutschendorf             | Grüne       | 2017–2019                              | Umwelt, Bau und Verkehr                                          | Joachim Lohse (Grüne)                                                             | anschließend Staatssekretär im Hessischen Ministerium für Wirtschaft, Energie, Verkehr und Wohnen                  |
| Friedrich-Wilhelm Dopatka      | SPD         | 1988–1995                              | Gesundheit; Senatskommission für das Personalwesen               | Vera Rüdiger (SPD) Volker Kröning (SPD)                                           | anschließend Rechtsanwalt                                                                                          |
| Helmut Dücker *                |             | 1975–1983                              | Bildung                                                          | Moritz Thape (SPD) Horst von Hassel (SPD) Horst Werner Franke (SPD)               | |
| Helmut Dücker *                | 1989–1991   | Senatskommission für das Personalwesen | –                                                                |                                                                                   | |
| Maike Frese                    | –           | ab 2024                                | Wirtschaft                                                       | Kristina Vogt (Linke)                                                             | |
| Thomas Ehmke                   | SPD         | 2014–2019                              | Inneres                                                          | Ulrich Mäurer (SPD)                                                               | davor MdBB |
| Thomas Ehmke                   | SPD         | ab 2019                                | Senatskanzlei (CdS)                                              | Andreas Bovenschulte (SPD)                                                        | davor MdBB |
| Carmen Emigholz                | SPD         | ab 2007                                | Kultur                                                           | Jens Böhrnsen (SPD) Carsten Sieling (SPD) Andreas Bovenschulte (SPD)              | davor MdBB |
| Hans-Helmut Euler              | SPD         | 1978–1985                              | Gesundheit, Umwelt                                               | Herbert Brückner (SPD)                                                            | |
| Hans-Helmut Euler              | SPD         | 1985–1989                              | Senatskanzlei (CdS)                                              | Klaus Wedemeier (SPD)                                                             | |
| Uwe Färber                     | –           | 1999–2007                              | Wirtschaft und Häfen                                             | Josef Hattig (CDU)                                                                | vor 1999: AL Haushalt                                                                                              |
| Walther Fenske *               | –           | um 1953                                | Ernährung, Landwirtschaft                                        | Helmut Yström (CDU)                                                               | |
| Katharina von Fintel           | -           | 2023–2025                              | Kinder und Bildung                                               | Sascha Karolin Aulepp (SPD)                                                       | 2025 |
| Klaus Franzen *                | –           | 1972–1975                              | Senatskanzlei (CdS)                                              | Hans Koschnick (SPD)                                                              | Vorst. Bremer Landesbank                                                                                           |
| Horst Frehe                    | Grüne       | 2011–2015                              | Soziales, Kinder, Jugend, Frauen                                 | Anja Stahmann (Grüne)                                                             | davor MdBB |
| Maike Frese                    | -           | ab 2024                                | Wirtschaft                                                       | Kristina Vogt (Linke)                                                             | davor Abteilungsleiterin Z bei Wirtschaft, Häfen und Digitalisierung                                               |
| Gabriele Friderich             | Grüne       | 2011–2017                              | Umwelt, Bau und Verkehr                                          | Joachim Lohse (Grüne)                                                             | bis 2015 für Umwelt und Energie ab 2015 für Bau und Verkehr                                                        |
| Jan Fries                      | Grüne       | 2015–2023                              | Soziales, Frauen, Jugend, Sport                                  | Anja Stahmann (Grüne)                                                             | davor Referatsleiter                                                                                               |
| Jan Fries                      | Grüne       | ab 2023                                | Umwelt, Klima und Wissenschaft                                   | Kathrin Moosdorf (Grüne)                                                          | davor Referatsleiter                                                                                               |
| Andreas Fuchs                  | SPD         | 1985–1989                              | Finanzen                                                         | Claus Grobecker (SPD)                                                             | verheiratet mit Anke Fuchs                                                                                         |
| Andreas Fuchs                  | SPD         | 1989–1995                              | Senatskanzlei (CdS)                                              | Klaus Wedemeier (SPD)                                                             | verheiratet mit Anke Fuchs                                                                                         |
| Curt Gersdorf *                | –           | 1953–1965                              | Arbeit                                                           | Gerhard van Heukelum (SPD) Karl Weßling (SPD)                                     | |
| Michael Göbel                  |             | 1992–1997                              | Justiz                                                           | Henning Scherf (SPD)                                                              | |
| Wolfgang Goehler               |             | 1997–2000                              | Inneres                                                          | Ralf Borttscheller (CDU) Bernt Schulte (CDU)                                      | |
| Wolfgang Golasowski            | –           | 2007–2011                              | Umwelt, Bau, Verkehr und Europa                                  | Reinhard Loske (Grüne)                                                            | davor Richter |
| Wolfgang Golasowski            | –           | 2011–2015                              | Umwelt, Bau, Verkehr                                             | Joachim Lohse (Grüne)                                                             | für Bau und Verkehr zuständig                                                                                      |
| Heinrich Gotthard *            | –           | 1953–1962                              | Wohlfahrt, Gesundheit                                            | Johannes Degener (CDU)                                                            | |
| Heinrich Gotthard *            | –           | 1953–1962                              | Wohlfahrt, Jugend                                                | Annemarie Mevissen (SPD)                                                          | |
| Emil Greul *                   | –           | 1953–1962                              | Gesundheit                                                       | Johannes Degener (CDU) Karl Krammig (CDU) Karl Weßling (SPD)                      | |
| Edgar Grundig *                | –           | 1972–1985                              | Bundesangelegenheiten                                            | Karl Willms (SPD)                                                                 | |
| Wilhelm Haas                   | –           | 1947–1949                              | Präsidialkanzlei                                                 | Wilhelm Kaisen (SPD)                                                              | danach u. a. Botschafter                                                                                           |
| Peter Härtl                    |             | ab 2012                                | Gesundheit                                                       | Hermann Schulte-Sasse (parteilos)                                                 | davor AL bei Soziales                                                                                              |
| Martin Hagen                   | Grüne       | ab 2020                                | Finanzen                                                         | Dietmar Strehl (Grüne) Björn Fecker (Grüne)                                       | |
| Frank Haller                   | –           | 1987–1999                              | Wirtschaft                                                       | Uwe Beckmeyer (SPD) Claus Jäger (FDP) Hartmut Perschau (CDU) Josef Hattig (CDU)   | Zuvor AL beim Wirtschaftssenator                                                                                   |
| Volker Hannemann               | SPD         | 1994–1999                              | Inneres, Sport                                                   | Friedrich van Nispen (FDP)                                                        | |
| Hartwig Heidorn                |             | 1975–1983                              | Arbeit Wirtschaft, Arbeit                                        | Walter Franke (SPD) Karl Willms (SPD)                                             | |
| Hartwig Heidorn                | 1983–1985   | Arbeit                                 | Claus Grobecker (SPD)                                            |                                                                                   | |
| Hartwig Heidorn                | 1986–1989   | Senatskommission für das Personalwesen | Claus Grobecker (SPD)                                            |                                                                                   | |
| Hartwig Heidorn                | 1989–1994   | Finanzen                               | Claus Grobecker (SPD) Volker Kröning (SPD)                       |                                                                                   | |
| Ernst Friedrich Heinemann *    | –           | 1953–1958                              | Finanzen                                                         | Wilhelm Nolting-Hauff (FDP)                                                       | |
| Friedrich Hennemann *          | SPD         | 1973–1976 1976–1987                    | Gesundheit und Umwelt Wirtschaft, Arbeit                         | Herbert Brückner (SPD) Dieter Tiedemann (SPD) Karl Willms (SPD) Werner Lenz (SPD) | danach Chef Bremer Vulkan                                                                                          |
| Heiner Heseler                 | SPD         | 2007–2015                              | Wirtschaft, Häfen                                                | Ralf Nagel (SPD) Martin Günthner (SPD)                                            | davor AL Senatskanzlei, danach Geschäftsführer der ISH                                                             |
| Ulrike Hiller                  | SPD         | 2012–2019                              | Bevollmächtigte beim Bund                                        | Mitglied im Senat                                                                 | davor MdBB |
| Reinhard Hoffmann              | SPD         | 1976–1983                              | Wissenschaft, Kunst                                              | Horst Werner Franke (SPD)                                                         | davor Abgeordneter der Hamburger Bürgerschaft und Hochschullehrer an der Universität Bremen                        |
| Reinhard Hoffmann              | SPD         | 1983–1990                              | Bildung, Wissenschaft, Kunst                                     | Horst Werner Franke (SPD)                                                         | davor Abgeordneter der Hamburger Bürgerschaft und Hochschullehrer an der Universität Bremen                        |
| Reinhard Hoffmann              | SPD         | 1990–1995                              | Bildung, Wissenschaft, Kunst (bis 1991)                          | Henning Scherf (SPD)                                                              | davor Abgeordneter der Hamburger Bürgerschaft und Hochschullehrer an der Universität Bremen                        |
| Reinhard Hoffmann              | SPD         | 1995–2005                              | Senatskanzlei (CdS)                                              | Henning Scherf (SPD)                                                              | davor Abgeordneter der Hamburger Bürgerschaft und Hochschullehrer an der Universität Bremen                        |
| Hans-Christoph Hoppensack      | SPD         | 1979–1990                              | Jugend, Soziales                                                 | Henning Scherf (SPD)                                                              | 1979–1983 auch das Sportressort 1995–2000 auch Ausländerintegration                                                |
| Hans-Christoph Hoppensack      | SPD         | 1990–1992                              | Jugend, Soziales                                                 | Sabine Uhl (SPD)                                                                  | 1979–1983 auch das Sportressort 1995–2000 auch Ausländerintegration                                                |
| Hans-Christoph Hoppensack      | SPD         | 1992–1995                              | wie vor und Gesundheit                                           | Irmgard Gaertner (SPD)                                                            | 1979–1983 auch das Sportressort 1995–2000 auch Ausländerintegration                                                |
| Hans-Christoph Hoppensack      | SPD         | 1995–1999                              | wie vor                                                          | Christine Wischer (SPD)                                                           | 1979–1983 auch das Sportressort 1995–2000 auch Ausländerintegration                                                |
| Hans-Christoph Hoppensack      | SPD         | 1999–2000                              | Jugend, Soziales                                                 | Hilde Adolf (SPD)                                                                 | 1979–1983 auch das Sportressort 1995–2000 auch Ausländerintegration                                                |
| Olaf Joachim                   | SPD         | 2011–2019                              | Senatskanzlei (CdS)                                              | Jens Böhrnsen (SPD) Carsten Sieling (SPD)                                         | davor Planungschef Senatskanzlei                                                                                   |
| Olaf Joachim                   | SPD         | 2019–2025                              | Bevollmächtigter beim Bund                                       | Mitglied im Senat                                                                 | |
| Walter Kaehlitz                |             | 1958–1971                              | Senatskanzlei (CdS)                                              | Willy Dehnkamp (SPD) Hans Koschnick (SPD)                                         | |
| Hans-Jürgen Kahrs *            |             | 1972–1989                              | Inneres                                                          | Helmut Fröhlich (SPD) Volker Kröning (SPD)                                        | |
| Udo Kapust *                   | –           | 1973–1985                              | Häfen, Schifffahrt und Verkehr                                   | Oswald Brinkmann (SPD)                                                            | |
| Helmut Kauther                 | –           | 1989–1993                              | Inneres                                                          | Peter Sakuth (SPD) Friedrich van Nispen (FDP)                                     | |
| Ursel Kerstein ***             | SPD         | 1992–1994                              | Frauen                                                           | Sabine Uhl (SPD)                                                                  | Frauenbeauftragte                                                                                                  |
| Kerstin Kießler                | SPD         | 2001–2012                              | Bevollmächtigte beim Bund                                        | Mitglied im Senat                                                                 | |
| Torsten Klieme                 | SPD         | ab 2022                                | Kinder und Bildung                                               | Sascha Karolin Aulepp (SPD)                                                       | |
| Waldemar Klischies *           | SPD         | 1967–1971                              | Inneres                                                          | Franz Löbert (SPD)                                                                | |
| Michael Kniesel                |             | 1993–1995                              | Inneres, Sport                                                   | Friedrich van Nispen (FDP)                                                        | |
| Arnold Knigge                  | SPD         | 1992–1995                              | Arbeit, Frauen                                                   | Sabine Uhl (SPD)                                                                  | 2009 HWB-Berater                                                                                                   |
| Arnold Knigge                  | SPD         | 1995–2006                              | Arbeit, Frauen, Jugend, Soziales, Gesundheit                     | Hilde Adolf (SPD) Karin Röpke (SPD)                                               | 2009 HWB-Berater                                                                                                   |
| Helmut Koch *                  |             | 1962–1973                              | Gesundheit, Umweltschutz                                         | Karl Weßling (SPD) Karl-Heinz Jantzen (SPD) Albert Müller (SPD)                   | |
| Regine Komoss                  | –           | 2022                                   | Kinder und Bildung                                               | Sascha Karolin Aulepp (SPD)                                                       | |
| Rainer Köttgen                 |             | 1999–2006                              | Bildung, Wissenschaften                                          | Bringfriede Kahrs (SPD) Wilfried Lemke (SPD)                                      | davor AL Wissenschaften                                                                                            |
| Christine Kramer               | –           | 2004–2007                              | Umwelt, Bau, Verkehr                                             | Jens Eckhoff (CDU) Ronald-Mike Neumeyer (CDU)                                     | |
| Otger Kratzsch                 | –           | 1985–1991                              | Häfen, Schifffahrt, Verkehr                                      | Oswald Brinkmann (SPD) Konrad Kunick (SPD)                                        | |
| Silke Krebs                    | Grüne       | 2019–2022                              | Finanzen                                                         | Dietmar Strehl (Grüne)                                                            | |
| Curt Kreuser *                 | SPD         | 1971–1975                              | Bildung, Wissenschaften, Kunst                                   | Moritz Thape (SPD)                                                                | |
| Kirsten Kreuzer                | –           | ab 2023                                | Arbeit, Soziales, Jugend und Integration                         | Claudia Schilling (SPD)                                                           | davor Referatsleiterin in der Senatskanzlei                                                                        |
| Gerd-Rüdiger Kück              | SPD         | 2012–2015                              | Bildung und Wissenschaft                                         | Eva Quante-Brandt (SPD)                                                           | davor Kanzler der Universität Bremen                                                                               |
| Gerd-Rüdiger Kück              | SPD         | 2015–2019                              | Wissenschaften, Gesundheit und Verbraucherschutz                 | Eva Quante-Brandt (SPD)                                                           | davor Kanzler der Universität Bremen                                                                               |
| Eberhard Kulenkampff *         | SPD         | 1974–1987                              | Bauwesen                                                         | Hans Stefan Seifriz (SPD) Bernd Meyer (SPD)                                       | davor in Kiel danach GEWOBA - Chef                                                                                 |
| Uwe Lahl                       |             | 1992–1994                              | Umwelt, Stadtentwicklung                                         | Ralf Fücks (Grüne) Helga Trüpel (Grüne)                                           | |
| Karl Lindemann **              | NSDAP       | ab 1933                                | Reichsangelegenheiten                                            | ohne Senator                                                                      | davor Unternehmer                                                                                                  |
| Franz Löbert *                 | SPD         | 1953–1967                              | Innen                                                            | Adolf Ehlers (SPD) Hans Koschnick (SPD)                                           | davor Ortsamtsleiter danach Senator                                                                                |
| Fritz Logemann                 | –           | 1995–1999                              | Frauen, Gesundheit, Jugend, Soziales, Umwelt                     | Christine Wischer (SPD)                                                           | danach HWB-Berater                                                                                                 |
| Fritz Logemann                 | –           | 1999–2004                              | Bau und Umwelt                                                   | Christine Wischer (SPD) Jens Eckhoff (CDU)                                        | danach HWB-Berater                                                                                                 |
| Hans-Henning Lühr              | SPD         | 2003–2020                              | Finanzen                                                         | Ulrich Nußbaum (parteilos) Karoline Linnert (Grüne) Dietmar Strehl (Grüne)        | davor AL bei dem Senator für Finanzen                                                                              |
| Jürgen Lüthge                  | SPD         | 1984–1987                              | Umweltschutz                                                     | Eva-Maria Lemke (SPD)                                                             | danach Geschäftsführer der BREBAU                                                                                  |
| Jürgen Lüthge                  | SPD         | 1987–1993                              | Umweltschutz, Stadtentwicklung                                   | Eva-Maria Lemke (SPD)                                                             | danach Geschäftsführer der BREBAU                                                                                  |
| Jürgen Lüthge                  | SPD         | 1993–1995                              | Bauwesen                                                         | Eva-Maria Lemke (SPD)                                                             | danach Geschäftsführer der BREBAU                                                                                  |
| Ulla Luther                    | CDU         | 1997–1999                              | Bau, Verkehr und Stadtentwicklung                                | Bernt Schulte (CDU)                                                               | davor Berliner Senatsrätin                                                                                         |
| Heinrich Maas *                | –           | 1955–1973                              | Häfen, Verkehr                                                   | Jules Eberhard Noltenius (CDU) Georg Borttscheller (FDP) Oswald Brinkmann (SPD)   | |
| Ulrich Mäurer                  | SPD         | 1997–2008                              | Justiz und Verfassung                                            | Henning Scherf (SPD)                                                              | ab 2008 Innensenator                                                                                               |
| Gerd Markus                    | SPD         | 1992–1999                              | Häfen                                                            | Uwe Beckmeyer (SPD)                                                               | davor AL Senatskanzlei                                                                                             |
| Manfred Mayer-Schwinkendorf    | SPD         | 1987–1991                              | Justiz                                                           | Volker Kröning (SPD)                                                              | |
| Reinhard Metz                  | CDU         | 1999–2003                              | Finanzen                                                         | Hartmut Perschau (CDU) ab 2000 Mitglied des Senats                                | davor MdBB, MdB, Bürgerschaftspräsident                                                                            |
| Ronny Meyer                    | Grüne       | 2015–2022                              | Klimaschutz, Umwelt, Mobilität, Stadtentwicklung und Wohnungsbau | Joachim Lohse (Grüne) Maike Schaefer (Grüne)                                      | Bereiche Klimaschutz, Umwelt und Mobilität                                                                         |
| Arnhild Moning                 | SPD         | 2019–2021 (†)                          | Kinder, Bildung                                                  | Claudia Bogedan (SPD)                                                             | davor Referatsleiterin bei Bildung                                                                                 |
| Manfred Morgenstern            | Grüne       | 1994–1995                              | Umwelt, Stadtentwicklung                                         | Ralf Fücks (Grüne) Helga Trüpel (Grüne)                                           | danach Staatssekretär im Bauministerium Nordrhein-Westfalen                                                        |
| Elisabeth Motschmann           | CDU         | 1999–2003                              | Inneres, Sport, Kultur                                           | Bernt Schulte (CDU) Kuno Böse (CDU)                                               | |
| Elisabeth Motschmann           | CDU         | 2003–2007                              | Kultur                                                           | Hartmut Perschau (CDU) Peter Gloystein (CDU) Jörg Kastendiek (CDU)                | |
| Holger Münch                   | –           | 2011–2014                              | Inneres, Sport                                                   | Ulrich Mäurer (SPD)                                                               | davor Polizeipräsident danach BKA-Präsident                                                                        |
| Dieter Mützelburg              | Grüne       | 2007–2011                              | Finanzen                                                         | Karoline Linnert (Grüne)                                                          | davor MdBB |
| Kurt Nemitz *                  | SPD         | 1964–1976                              | Wirtschaft                                                       | Oskar Schulz (SPD) Karl-Heinz Jantzen (SPD) Dieter Tiedemann (SPD)                | danach Präsident der Landeszentralbank Bremen                                                                      |
| Günter Niederbremer            | CDU         | 1995–1998                              | Europaangelegenheiten                                            | Hartmut Perschau (CDU) Josef Hattig (CDU)                                         | |
| Kurt Niedergesäß *             | SPD         | 1964–1985                              | Senatskommission für das Personalwesen                           | kein Senatsressort                                                                | |
| Gabriele Nießen                | -           | 2020–2023                              | Klimaschutz, Umwelt, Mobilität, Stadtentwicklung und Wohnungsbau | Maike Schaefer (Grüne)                                                            | Bereiche Stadtentwicklung, Wohnungsbau und Zentrales                                                               |
| Enno Nottelmann                | -           | 2022–2023                              | Klimaschutz, Umwelt, Mobilität, Stadtentwicklung und Wohnungsbau | Maike Schaefer (Grüne)                                                            | Bereiche Klimaschutz, Umwelt und Mobilität                                                                         |
| Johann Osterloh *              | –           | 1946–1954                              | Regierungskanzlei, Senatskommission für das Personalwesen        | kein Senator                                                                      | |
| Manfred Osthaus                | SPD         | 1989–1993                              | Bauwesen                                                         | Konrad Kunick (SPD)                                                               | |
| Carl Othmer                    | SPD         | 2007–2012                              | Bildung, Wissenschaft                                            | Renate Jürgens-Pieper (SPD)                                                       | |
| Pade *                         | –           | 1953                                   | Bauwesen                                                         | Emil Theil (SPD)                                                                  | |
| Frank Pietrzok                 | SPD         | 2015–2019                              | Kinder, Bildung                                                  | Claudia Bogedan (SPD)                                                             | zuvor MdBB bzw. Geschäftsführer der SPD-Fraktion                                                                   |
| Klaus Pietsch *                | SPD         | 1976–1979                              | Soziales, Jugend, Sport                                          | Walter Franke (SPD)                                                               | |
| Bernhard Platz *               | –           | 1953–1962                              | Häfen, Schifffahrt, Verkehr                                      | Jules Eberhard Noltenius (CDU) Georg Borttscheller (FDP)                          | |
| Eva Quante-Brandt              | SPD         | 2011–2012                              | Bevollmächtigte beim Bund                                        | Mitglied im Senat                                                                 | ab 2012 Senatorin für Bildung und Wissenschaftab 2015 Senatorin für Wissenschaft, Gesundheit und Verbraucherschutz |
| Enno Ramdohr                   |             |                                        | Finanzverwaltung                                                 |                                                                                   | Straße in Bremen                                                                                                   |
| Fritz Richter                  | –           | 1953–1960                              | Wirtschaft                                                       | Hermann Wolters (SPD)                                                             | |
| Fritz Richter                  | –           | 1960–1971                              | Bevollmächtigter beim Bund                                       | Mitglied im Senat                                                                 | |
| Franz Rosenberg *              | SPD         | 1964–1970                              | Bauwesen                                                         | Wilhelm Blase (SPD)                                                               | davor Oberbaudirektor                                                                                              |
| Kurt Rossa                     | SPD         | 1973–1975 1975–1976                    | Finanzen                                                         | Oskar Schulz (SPD) Karl-Heinz Jantzen (SPD)                                       | danach Oberstadtdirektor von Köln                                                                                  |
| Kurt Rossa                     | SPD         | 1976–1977                              | Senatskanzlei (CdS)                                              | Hans Koschnick (SPD)                                                              | danach Oberstadtdirektor von Köln                                                                                  |
| Herwig Schirmer *              | SPD         | 1986–1989                              | Arbeit                                                           | Konrad Kunick (SPD) Klaus Wedemeier (SPD)                                         | 1996–2000 Staatssekretär in Brandenburg                                                                            |
| Wilhelm Schneider *            |             | 1972–1974                              | Justiz                                                           | Wolfgang Kahrs (SPD)                                                              | |
| Jürgen Schroeter *             | SPD         | 1987–1991                              | Bundesangelegenheiten                                            | Vera Rüdiger (SPD)                                                                | davor Land Hessen, MinWK, danach FES Büro Berlin, danach Land Hessen, Büro Berlin                                  |
| Hans-Otto Schulte *            | SPD         | 1988                                   | Umwelt, Stadtentwicklung                                         | Eva-Maria Lemke (SPD)                                                             | |
| Hubert Schulte                 | SPD         | 2005–2011                              | Senatskanzlei (CdS)                                              | Jens Böhrnsen (SPD)                                                               | davor Berliner Staatssekretär                                                                                      |
| Hermann Schulte-Sasse          | –           | 2007–2011                              | Gesundheit, Verbraucherschutz, Frauen                            | Ingelore Rosenkötter (SPD)                                                        | 2002 Berliner Staatssekretär, ab 2012 Senator für Gesundheit                                                       |
| Jörg Schulz                    | SPD         | 2017–2019                              | Justiz und Verfassung sowie Häfen                                | Martin Günthner (SPD)                                                             | 1999–2010 Oberbürgermeister von Bremerhaven                                                                        |
| Hermann Schumacher *           | –           | 1957–1958                              | Senatskanzlei (CdS)                                              | Wilhelm Kaisen (SPD)                                                              | |
| Joachim Schuster               | SPD         | 2006–2011                              | Arbeit, Jugend, Soziales                                         | Ingelore Rosenkötter (SPD)                                                        | davor MdBB |
| Joachim Schuster               | SPD         | 2011–2012                              | Bildung, Wissenschaft, Gesundheit                                | Renate Jürgens-Pieper (SPD)                                                       | für Wissenschaft und Gesundheit zuständig                                                                          |
| Gerd Schwandner                | Grüne       | 1992–1995                              | Kultur                                                           | Helga Trüpel (Grüne)                                                              | danach OB von Oldenburg                                                                                            |
| Barbara Scriba-Hermann         | –           | ab 2023                                | Gesundheit, Verbraucher, Frauen                                  | Claudia Bernhard (Linke)                                                          | |
| Ekkehart Siering               | SPD         | 2015–2017                              | Wirtschaft, Arbeit und Häfen                                     | Martin Günthner (SPD)                                                             | zuvor Referatsleiter                                                                                               |
| Ekkehart Siering               | SPD         | ab 2017                                | Wirtschaft und Arbeit                                            |                                                                                   | zuvor Referatsleiter                                                                                               |
| Carl Springstub *              | –           | 1961–1965                              | Wirtschaft, Außenhandel                                          | Karl Eggers (SPD)                                                                 | |
| Günter Stahl *                 | SPD         | 1961–1975                              | Wohlfahrt, Jugend                                                | Annemarie Mevissen (SPD)                                                          | |
| Günter Stahl *                 | SPD         | 1975–1985                              | Finanzen                                                         | Karl-Heinz Jantzen (SPD) Henning Scherf (SPD) Moritz Thape (SPD)                  | |
| Matthias Stauch                | SPD         | 2008–2017 ab 2011 auch                 | Justiz Arbeit                                                    | Ralf Nagel (SPD) Martin Günthner (SPD)                                            | |
| Jan Stöß                       | SPD         | 2020–2022                              | Kinder und Bildung                                               | Claudia Bogedan (SPD) Sascha Karolin Aulepp (SPD)                                 | zuvor AL in der Senatsverwaltung für Finanzen in Berlin                                                            |
| Irene Strebl                   | Grüne       | ab 2023                                | Umwelt, Klima und Wissenschaft                                   | Kathrin Moosdorf (Grüne)                                                          | zuvor Technische Universität Clausthal                                                                             |
| Dietmar Strehl                 | Grüne       | 2011–2019                              | Finanzen                                                         | Karoline Linnert (Grüne)                                                          | bis 2011 Bundesschatzmeister der Grünen, ab 2019 Finanzsenator                                                     |
| Silke Stroth                   | –           | ab 2019                                | Gesundheit, Verbraucher, Frauen                                  | Claudia Bernhard (Linke)                                                          | davor AL bei Gesundheit                                                                                            |
| Wiebke Stuhrberg               | Grüne       | ab 2023                                | Finanzen                                                         | Björn Fecker (Grüne)                                                              | |
| Kai Stührenberg                | Linke       | 2020–2023 ab 2023                      | Arbeit und Europa Häfen                                          | Kristina Vogt (Linke)                                                             | davor Pressesprecher des Ressorts                                                                                  |
| Klaus Tippel *                 | SPD         | 1953 und 1970                          | Bauwesen                                                         | Emil Theil (SPD) Alfred Balcke (SPD) Hans Stefan Seifriz (SPD)                    | Stellvertreter vor und nach Rosenberg                                                                              |
| Karin Treu                     | SPD         | 2023–2025                              | Arbeit, Soziales, Jugend und Integration                         | Claudia Schilling (SPD)                                                           | Arbeit |
| Björn Tschöpe                  | SPD         | ab 2019                                | Justiz                                                           | Claudia Schilling (SPD)                                                           | davor Fraktionsvorsitzender                                                                                        |
| Carl Völckers                  | 1933: NSDAP | 1931–1934                              | Schifffahrt, Handel und Gewerbe                                  | ?                                                                                 | 1934–1945 Präsident dieser Behörde                                                                                 |
| Hans Warninghoff *             | SPD         | 1962–1969                              | Bildungswesen                                                    | Willy Dehnkamp (SPD) Moritz Thape (SPD)                                           | war Landesschulrat                                                                                                 |
| Manfred Weichsel               |             | 1990–1995                              | Arbeit                                                           | Klaus Wedemeier (SPD) Sabine Uhl (SPD)                                            | |
| Birgit Weihrauch               |             | 2006–2007                              | Arbeit, Gesundheit, Frauen                                       | Karin Röpke (SPD) Ingelore Rosenkötter (SPD)                                      | |
| Erwin Weiss                    | SPD         | 1980–1985 1985–1988                    | Senatskanzlei (CdS)                                              | Hans Koschnick (SPD) Klaus Wedemeier (SPD)                                        | zuvor im Bundeskanzleramt                                                                                          |
| Göttrik Wewer                  | SPD         | 2006–2007 2007–2008                    | Bildung, Wissenschaft Inneres, Sport                             | Willi Lemke (SPD)                                                                 | davor Staatssekretär im BMI                                                                                        |
| Sven Wiebe                     | –           | 2019–2023                              | Wirtschaft                                                       | Kristina Vogt (Linke)                                                             | davor stellvertretender Staatsrat                                                                                  |
| Sibylle Winther                | CDU         | 1999–2003                              | Wirtschaft, Häfen                                                | Josef Hattig (CDU)                                                                | |
| Cornelia Ziehm                 | –           | 2007                                   | Umwelt, Bau, Verkehr, Europa                                     | Reinhard Loske (Grüne)                                                            | |
| Hans-Henning Zietz             | SPD         | 1995–1999                              | Bildung, Wissenschaft, Kunst                                     | Bringfriede Kahrs (SPD)                                                           | davor AL Senatskanzlei                                                                                             |

Hinweise
1. Die mit einem * gekennzeichneten Personen waren Vertreter der Senatoren, aber nicht Staatsräte.
2. Die mit zwei ** gekennzeichneten Personen waren Staatsräte, aber nicht Vertreter von Senatoren.
3. Die mit drei *** gekennzeichnete Frauenbeauftragte stand im Range einer Staatsrätin, ohne diesen Titel zu tragen.